# Hettange-Grande

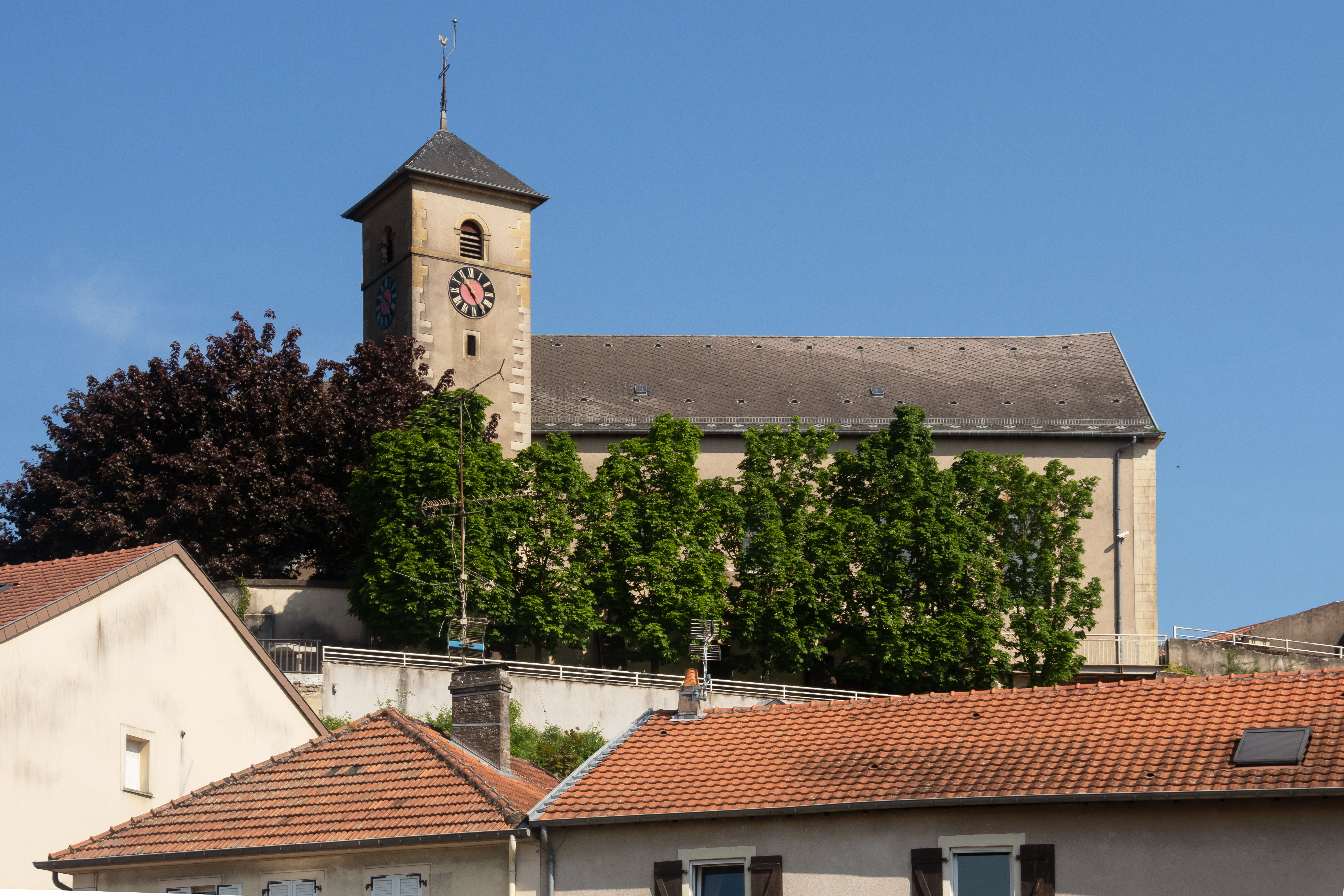
Kirche: l’église Saint-Étienne

Hettange-Grande (deutsch Großhettingen, lothringisch Grouss Hetténgen) ist eine französische Stadt mit 7768 Einwohnern (Stand 1. Januar 2022) im Département Moselle in der Region Grand Est (bis 2015 Lothringen).

## Geographie
Die Gemeinde liegt am Dreiländereck Luxemburg – Deutschland – Frankreich, etwa sechs Kilometer nördlich von Thionville (deutsch Diedenhofen), sieben Kilometer westlich von Cattenom (Kattenhofen) und acht Kilometer südlich der Grenze zu Luxemburg am Flüsschen Kiesel.

## Geschichte
Der Ort gehörte früher zum Bistum Metz.  Überlieferte ältere Ortsbezeichnungen sind Hettinga (11. Jahrhundert), Chettingen (1084), Haitanges (1369) sowie Hetange und Hattange (15. Jahrhundert).
Um 1858/59 wurde hier in der Nähe auf einem Hügel über dem Kieseltal ein Bacchus-Altar aus der Römerzeit gefunden. Archäologische Ausgrabungen haben Reste einer bedeutenden gallo-römischen Straßenverbindung ergeben, einer obligatorischen Passierstelle auf der römischen Straße von Metz nach Trier. Die meisten der Relikte werden im Museum von Thionville aufbewahrt. Regelmäßig finden hier Ausstellungen über aktuelle Ausgrabungsergebnisse und Forschungsarbeiten statt.
Das Dorf wurde seit dem  Mittelalter durch Kriegshandlungen in Mitleidenschaft gezogen. 1387 zerstörten die Metzer das Dorf. Erhalten geblieben ist die Kapelle von Sœtrich (Sötrich), die den Dreißigjährigen Krieg überdauerte und bis heute zahlreiche Elemente aus dem 15. Jahrhundert aufweist.
Die Bewohner ernährten sich früher hauptsächlich vom Getreide-, Obst- und Weinbau. Ab 1809 wurden die Steinbrüche wichtig,  die Steine unter anderem für die Bepflasterung der Straßen von Metz lieferten. Mit dem Aufschwung der Bergbauindustrie setzte eine Bevölkerungsexplosion ein.  Durch den Frieden von Frankfurt vom 10. Mai 1871 kam das Gebiet an Deutschland, wo es dem Bezirk Lothringen im Reichsland Elsaß-Lothringen zugeordnet war. Das Eisen-Bergwerk „Karl-Ferdinand“, benannt nach Carl Ferdinand von Stumm-Halberg, wurde 1904 eröffnet und brachte Großhettingen 75 Jahre lang wirtschaftliche Blüte.
Nach dem Ersten Weltkrieg musste Großhettingen aufgrund der Bestimmungen des Versailler Vertrags 1919 an Frankreich abgetreten werden. In der Folgezeit wurden auf dem Gemeindegebiet sieben Verteidigungsanlagen der Maginot-Linie errichtet: die große Festungsanlage von Soetrich, das bestens erhaltene Zwischenwerk Immerho, die Unterstände von Stressling, Hettange-Grande und der Route von Luxemburg, sowie zwei Spähtürme. Während des Zweiten Weltkrieges wurde die Region von der deutschen Wehrmacht besetzt, und nach Kriegsende kam Großhettingen wieder an Frankreich. Der Eisenerzabbau blieb bis Ende der 1970er Jahre der wichtigste Wirtschaftszweig des Orts.

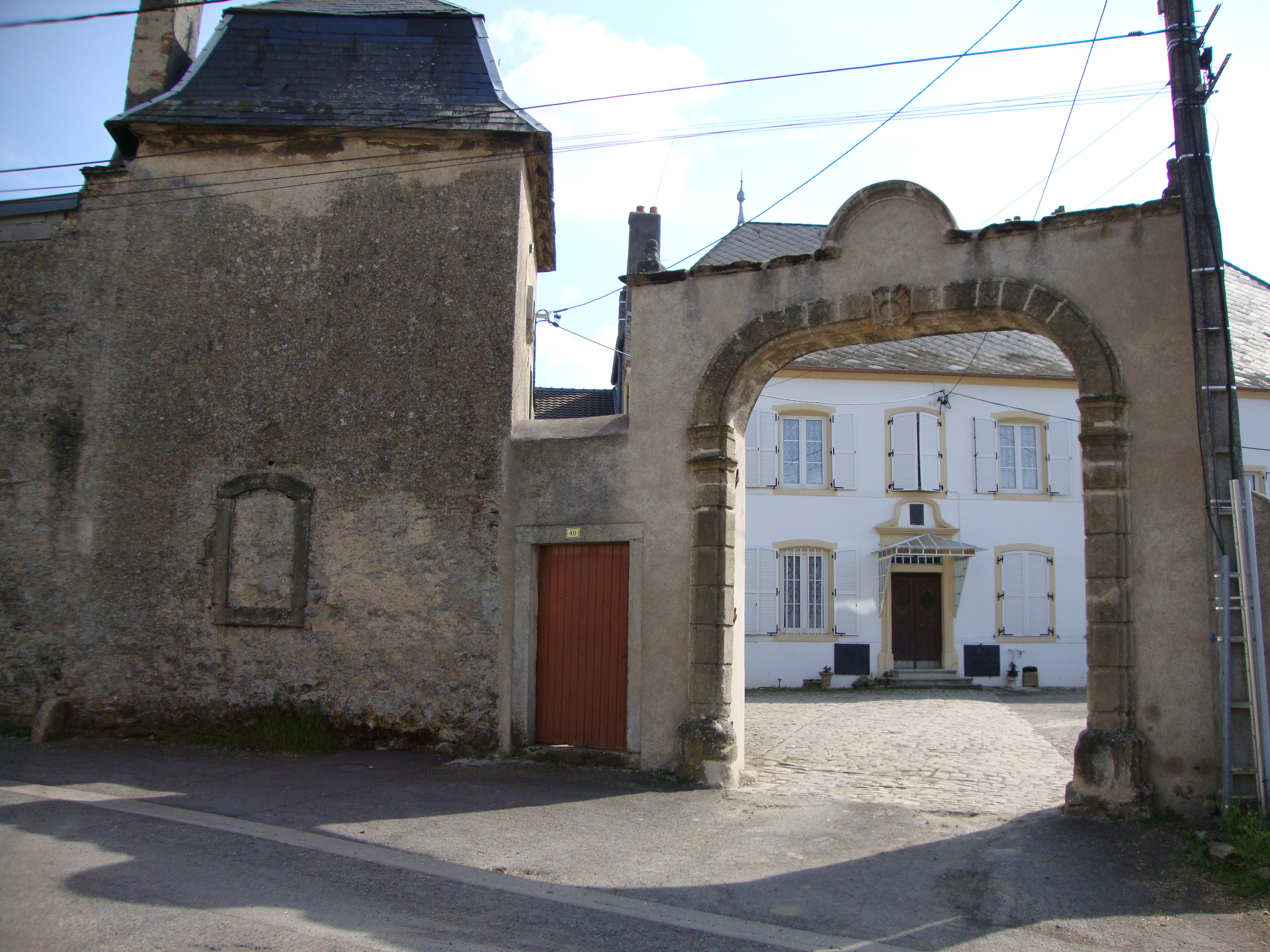
Schloss von Rastenne
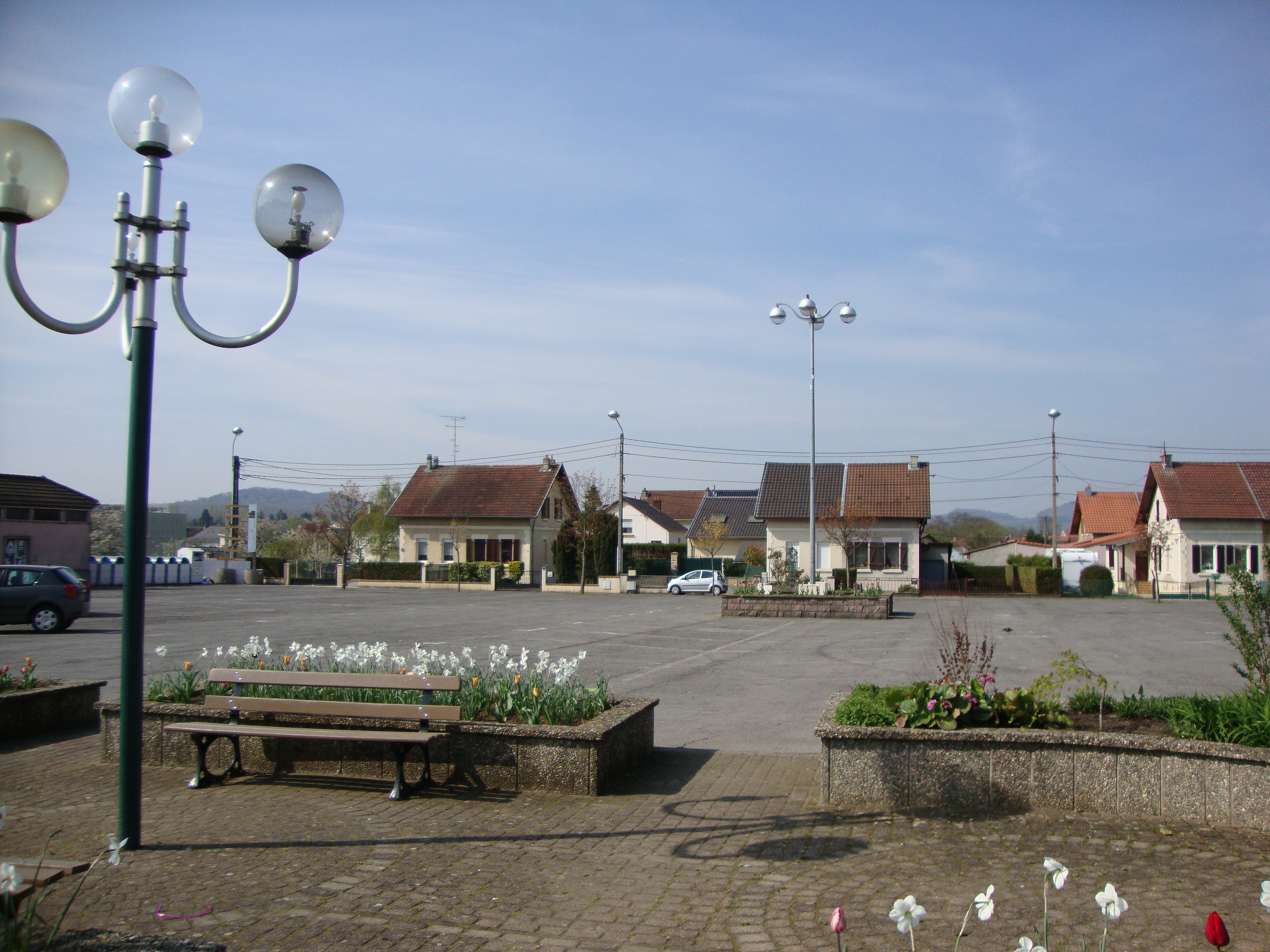
Robert-Schuman-Platz
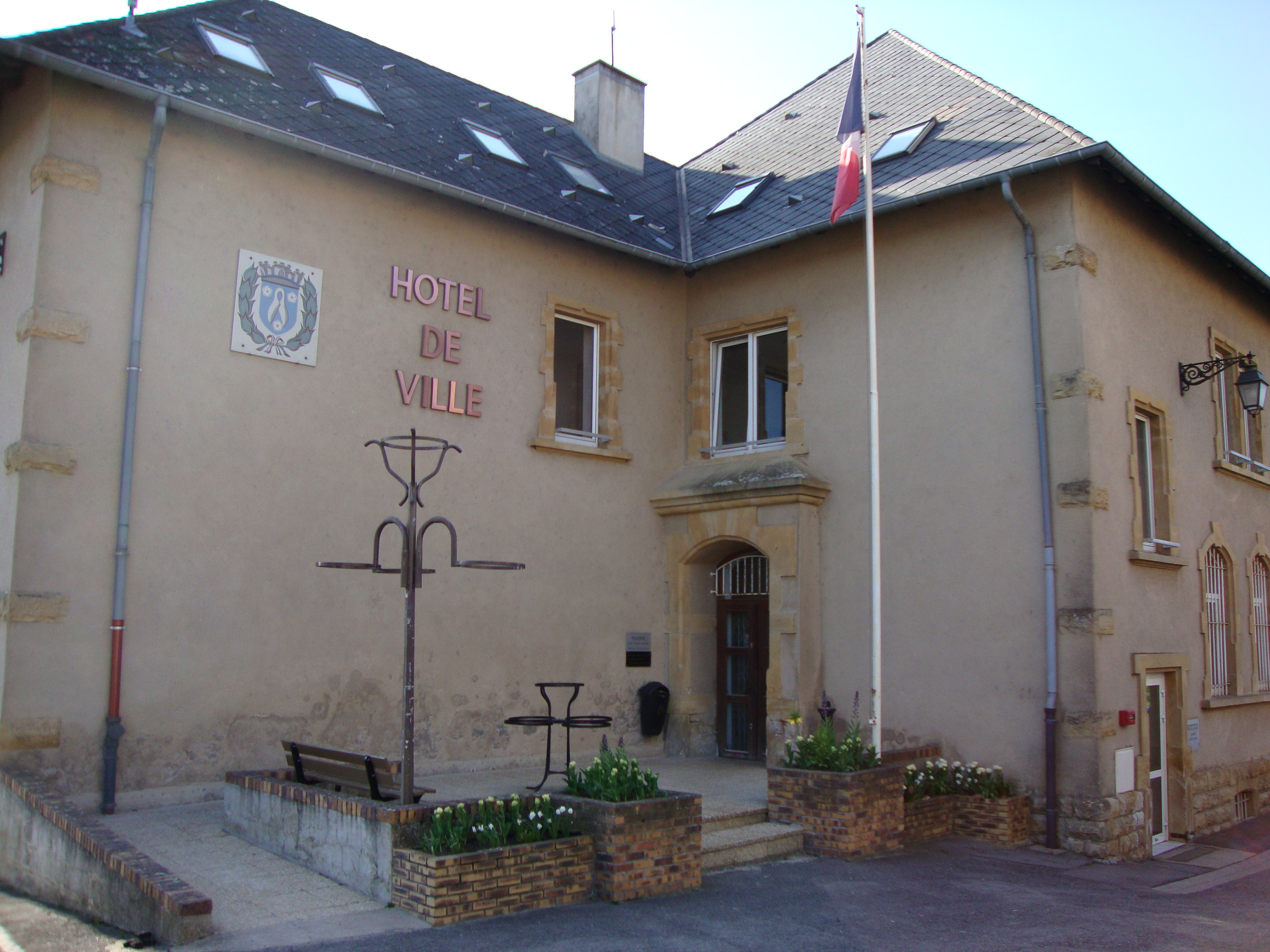
Rathaus (Hôtel de ville)
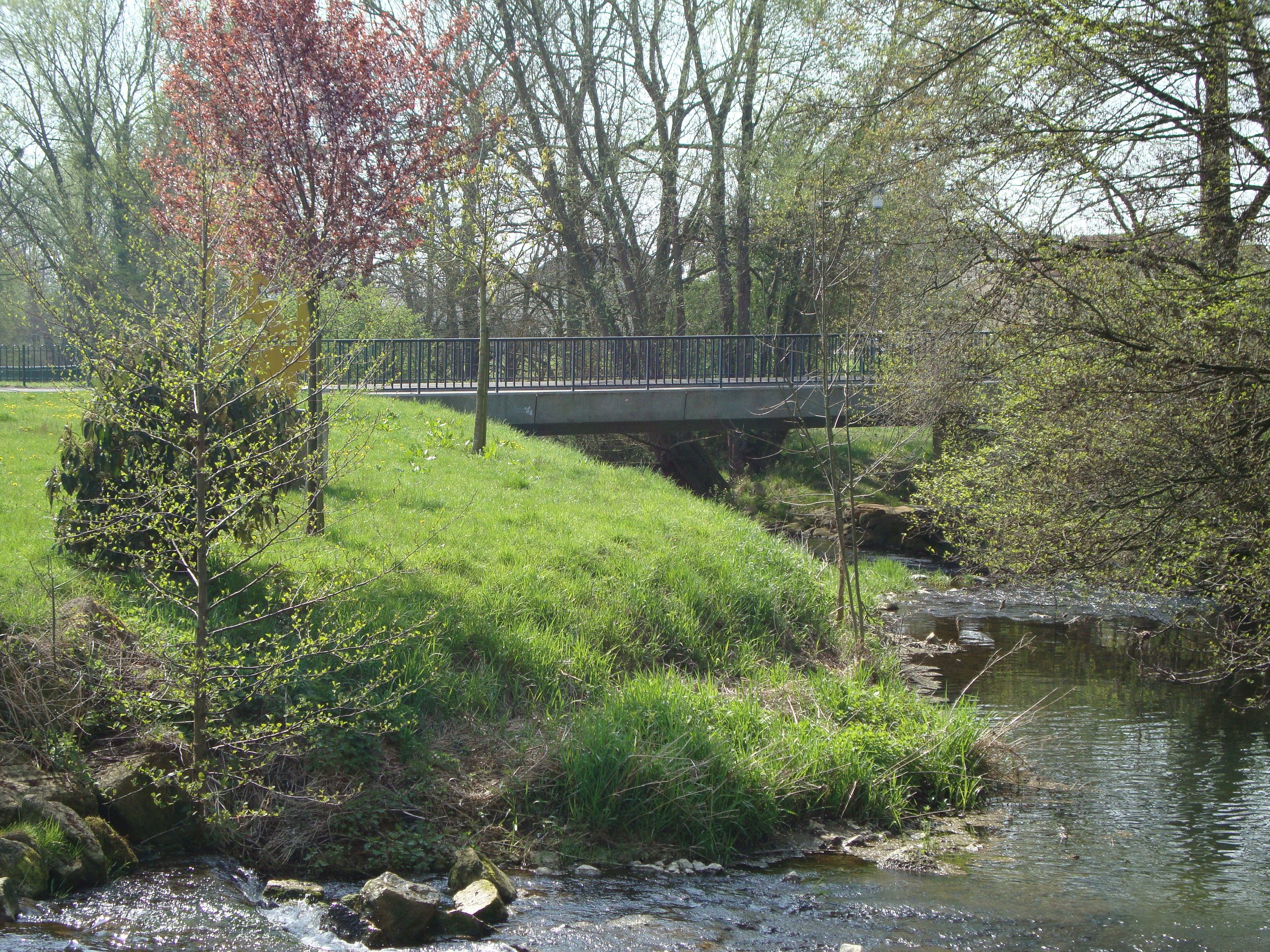
Brücke von Rastenne
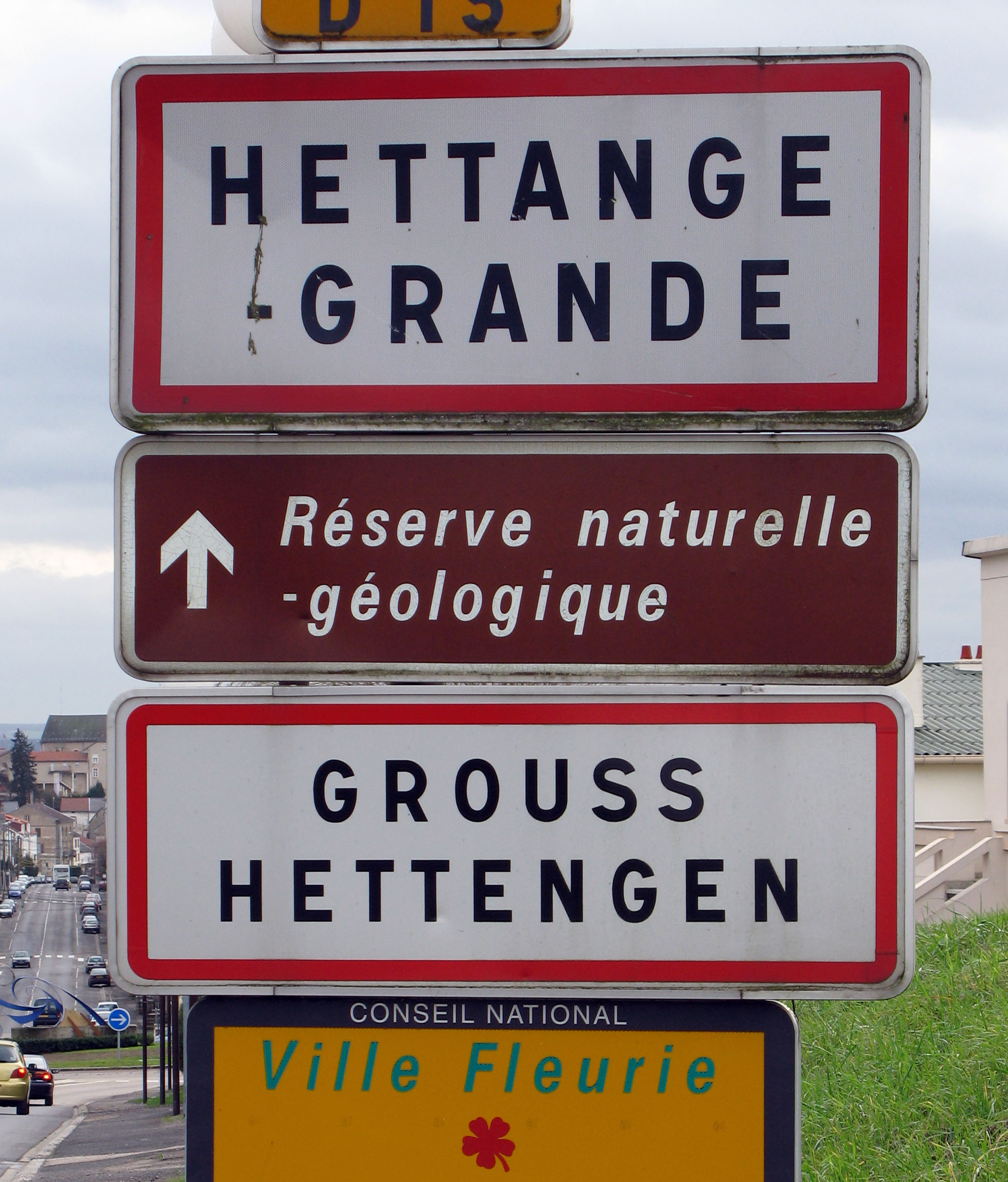
Ortsschild

### Demographie
| Jahr | Einwohner | Anmerkungen |
| ---- | --------- | --- |
| 1793 | 501       | [ 3 ] |
| 1821 | 906       | [ 3 ] |
| 1841 | 1049      | [ 3 ] |
| 1861 | 1139      | [ 4 ] [ 3 ] |
| 1871 | 1093      | auf einer Fläche von 1635 ha, in 245 Gebäuden mit 258 Familien, darunter zwei Evangelische und 39 Juden; nach anderen Angaben 1100 Einwohner |
| 1880 | 1080      | am 1. Dezember, auf einer Fläche von 1635 ha, in 241 Wohnhäusern, davon 1028 Katholiken, 13 Protestanten und 39 Juden                        |
| 1885 | 1106      | [ 8 ] [ 9 ] |
| 1890 | 1041      | in 229 Häusern mit 247 Haushaltungen, davon 974 Katholiken, 26 Protestanten und 41 Juden                                                     |
| 1905 | 1854      | [ 8 ] |
| 1910 | 2891      | auf einer Fläche von ha |

| Jahr      | 1962 | 1968 | 1975 | 1982 | 1990 | 1999 | 2007 | 2019 |
| Einwohner | 4502 | 5037 | 5621 | 5786 | 5734 | 6356 | 7422 | 7779 |

## Trivia
Der Ort wurde namensgebend für einen Fachausdruck in der Geologie, nachdem 1864 ein Geologe aus der Schweiz vorgeschlagen hatte, das besondere Gestein des Steinbruchs „Gries“, der innerhalb der Gemarkung der Gemeinde lag, als international gültiges Vergleichsmuster für eine geologische Schicht heranzuziehen, die vor 201,3 bis 199,3 Millionen Jahren gebildet wurde, den Stratotyp Hettangium. Das betroffene Areal ist seit 1985 ein Naturschutzgebiet, das einzige geologische Schutzgebiet in Lothringen und eines von zehn in ganz Frankreich.

## Partnerstädte
Die Partnerstädte der Gemeinde sind Pederobba im italienischen Venetien sowie Sinzig in Deutschland. Einwohner von Pederobba waren früher als Gastarbeiter in den Minen von Hettange-Grande tätig.